# Sobibór

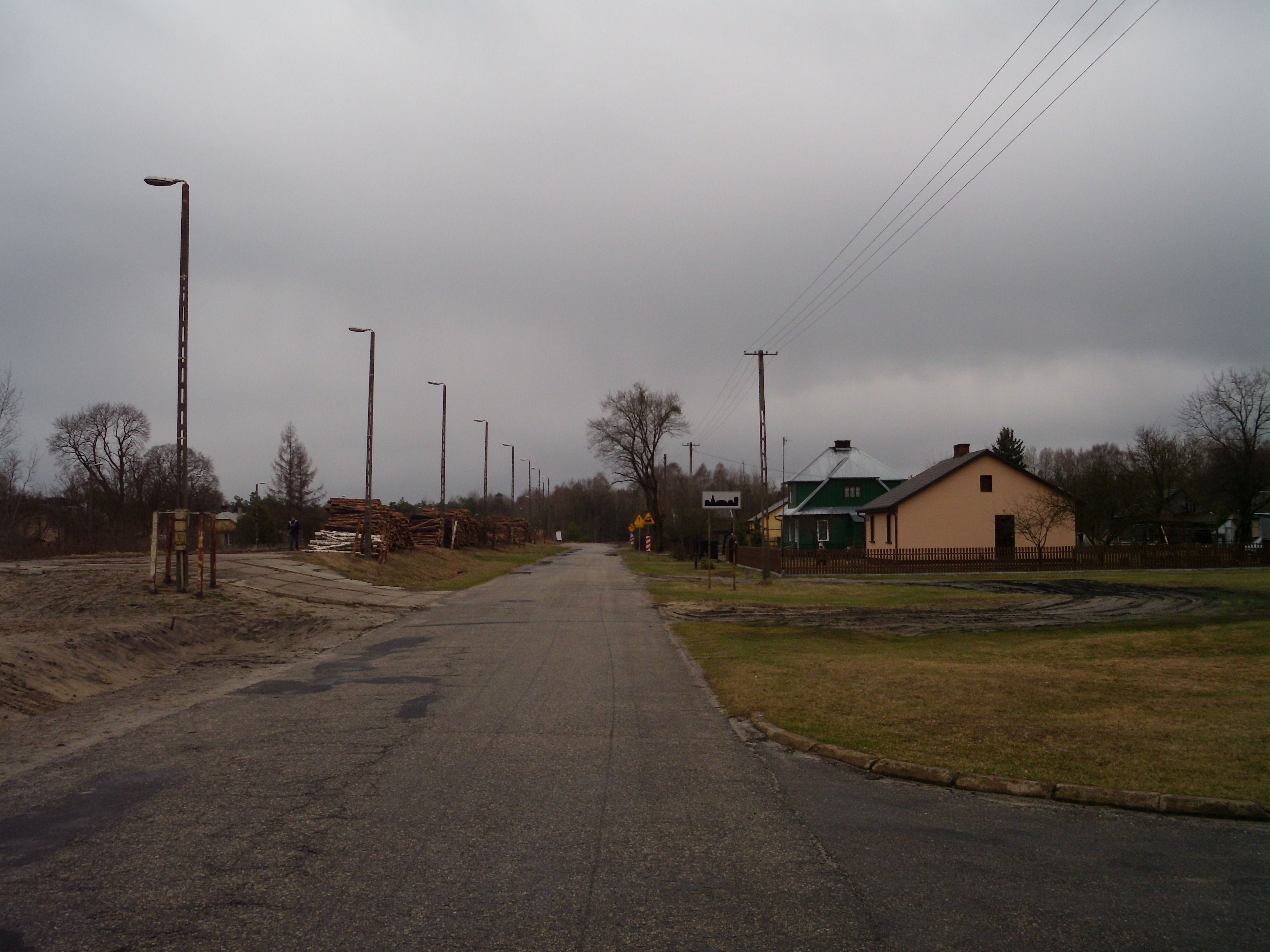
Bahnhof von Sobibór

Sobibór [sɔˈbʲibur] ist ein Dorf im Osten Polens, das der Landgemeinde Włodawa, Powiat Włodawski, in der Woiwodschaft Lublin angehört. Sobibór zählte 2007 rund 460 Einwohner und umfasst die beiden Schulzenämter Sobibór-Stacja (Bahnhof, 108 Einw.) und Sobibór-Wieś (Dorf, 351 Einw.).

## Geografie
Sobibór liegt zehn Kilometer entfernt südöstlich von Włodawa am Fluss Bug an der Grenze zur Ukraine. Das Schulzenamt Sobibór-Wieś liegt in Grenznähe an der parallel zu dieser verlaufenden Straße DW816 (Droga wojewódzka). Das Schulzenamt Sobibór-Stacja liegt etwa fünf Kilometer südwestlich davon an der Bahntrasse. Westlich des Ortes befindet sich der unter Naturschutz stehende Landschaftspark Sobiborski Park Krajobrazowy.

## Schulzenämter
| Schulzenamt    | Einwohner | Sołtys          | Lage   |
| -------------- | --------- | --------------- | ------ |
| Sobibór-Wieś   | 351       | Mirosław Fajks  | (Lage) |
| Sobibór-Stacja | 108       | Jerzy Ziemiński | (Lage) |

(Einwohner: Stand 2007)

## Geschichte

### Vernichtungslager Sobibor
In der Nähe des Bahnhofs Sobibór befand sich während der deutschen Besetzung Polens das Vernichtungslager Sobibor (1942–1943). Die Zahl der überwiegend jüdischen Ermordeten im Lager Sobibór wird auf 150.000 bis 250.000 Menschen geschätzt. Es wurde von der SS als zweites Vernichtungslager nach Belzec im Rahmen der Aktion Reinhardt errichtet und trug damals den Namen SS-Sonderkommando.
Die rund 600 zu diesem Zeitpunkt noch lebenden Gefangenen dieses deutschen Konzentrationslagers befreiten sich am 14. Oktober 1943 durch einen Aufstand gegen die SS-Wachen selbst. Nach dem Aufstand von Treblinka im Vernichtungslager Treblinka am 2. August 1943 war der Aufstand von Sobibór unter der Leitung von Alexander Petscherski und Leon Feldhendler der zweite erfolgreiche Widerstand in den Vernichtungslagern. Er wurde auch durch den Film Flucht aus Sobibor bekannt.

### Verwaltungsgeschichte
Durch eine Verwaltungsreform kam der Ort 1975 zur Woiwodschaft Chełm. Nach einer erneuten Reform und der Auflösung der Woiwodschaft war Sobibór ab 1999 Teil der Woiwodschaft Lublin. Von 1867 bis 1933 war das Dorf Sitz der Gmina Sobibór.